# Chlamydomonas palla
Chlamydomonas palla là một loài tảo trong họ Chlamydomonadaceae, thuộc chi Chlamydomonas.